# جاي قاولد الثاني
جاي قاولد الثاني (بالإنجليزية: Jay Gould II)‏ هو لاعب كرة مضرب أمريكي، ولد في 1 سبتمبر 1888 في نيويورك في الولايات المتحدة، وتوفي في 26 يناير 1935 في مارغاريتفيل في الولايات المتحدة.

## وصلات خارجية
- جاي قاولد الثاني على موقع أوليمبيديا (الإنجليزية)